# Paolino Limongi
Paolino Limongi (Bellona, 2 dicembre 1914 – 5 dicembre 1996) è stato un diplomatico e arcivescovo cattolico italiano.

## Biografia
Paolino Limongi nacque il 2 dicembre 1914 a Bellona, in Campania. È stato ordinato sacerdote il 18 luglio 1937.
Nel 1942 per prepararsi alla carriera diplomatica entrò nella Pontificia accademia ecclesiastica.
Il 15 agosto 1963, venne nominato da papa Paolo VI arcivescovo titolare di Nicea Minore e nunzio apostolico in Costa Rica.
il 20 ottobre 1963 ricevette la consacrazione episcopale dallo stesso papa Paolo VI.

## Genealogia episcopale e successione apostolica
La genealogia episcopale è:
- Cardinale Scipione Rebiba
- Cardinale Giulio Antonio Santori
- Cardinale Girolamo Bernerio, O.P.
- Arcivescovo Galeazzo Sanvitale
- Cardinale Ludovico Ludovisi
- Cardinale Luigi Caetani
- Cardinale Ulderico Carpegna
- Cardinale Paluzzo Paluzzi Altieri degli Albertoni
- Papa Benedetto XIII
- Papa Benedetto XIV
- Papa Clemente XIII
- Cardinale Marcantonio Colonna
- Cardinale Giacinto Sigismondo Gerdil, B.
- Cardinale Giulio Maria della Somaglia
- Cardinale Carlo Odescalchi, S.I.
- Cardinale Costantino Patrizi Naro
- Cardinale Lucido Maria Parocchi
- Papa Pio X
- Papa Benedetto XV
- Papa Pio XII
- Cardinale Eugène Tisserant
- Papa Paolo VI
- Arcivescovo Paolino Limongi

La successione apostolica è:
- Vescovo Ignacio Nazareno Trejos Picado (1968)